# 가열 자기 기록
가열 자기 기록(Heat-assisted magnetic recording, HAMR, 열 보조 자기 기록, "해머"로 발음)은 기록 중에 디스크 재료에 일시적으로 열을 가하여 하드 디스크 드라이브와 같은 자기 장치에 저장할 수 있는 데이터 양을 크게 늘리는 자기 저장 기술이다. 자기 효과를 훨씬 더 잘 받아들이게 하고 훨씬 더 작은 영역(그리고 디스크의 훨씬 더 높은 수준의 데이터)에 쓸 수 있게 해준다.
이 기술은 처음에는 달성하기 매우 어려운 것으로 보였으며 2013년에는 타당성에 대한 의구심이 표명되었다. 기록되는 영역은 회절로 인해 일반 레이저 집중 가열을 사용할 수 없을 만큼 작은 영역에서 가열되어야 하며 가열이 필요하다. 1나노초 미만의 쓰기 및 냉각 주기를 제공하는 동시에 드라이브 플래터, 드라이브-헤드 접촉 및 영향을 받지 않아야 하는 인접한 자기 데이터에 대한 반복적인 스팟 가열의 영향을 제어한다. 이러한 문제를 해결하려면 직접적인 레이저 기반 가열 대신 나노 크기의 표면 플라스몬(표면 유도 레이저), 기록 헤드 또는 근처와의 접촉에 영향을 주지 않고 빠른 점 가열을 견딜 수 있는 새로운 유형의 유리 플래터 및 열 제어 코팅이 필요했다. 데이터, 가열 레이저를 드라이브 헤드에 장착하는 새로운 방법, 그리고 극복해야 할 광범위한 기타 기술, 개발 및 제어 문제를 해결했다.
가열 도트 자기 기록(HDMR) 또는 비트 패턴 기록으로 알려진 HAMR의 계획된 후속 제품도 개발 중이지만 적어도 2025년까지는 출시될 것으로 예상되지 않는다. HAMR 드라이브는 동일한 폼 팩터(크기 및 레이아웃)를 갖는다. 기존의 기존 하드 드라이브이며 설치된 컴퓨터나 기타 장치를 변경할 필요가 없다. 기존 하드 드라이브와 동일하게 사용할 수 있다. 32TB HAMR 드라이브는 2023년 6월에 출시되었다.

## 같이 보기
- 하드 디스크 드라이브
- 수직 기록 방식
- 기와식 자기 기록